# 岩高兰科
岩高兰科共有3属9种，分布于北温带、北极和南美洲的安第斯山区，中国只有1种，生长在东北。
岩高兰科植物为常绿灌木，叶小，革质，耐旱，丛生；花小，花萼3-6裂；无花瓣；果实为核果，多浆汁。
1981年的克朗奎斯特分类法将本科列在杜鹃花目中，1998年根据基因亲缘关系分类的APG 分类法和2003年经过修订的APG II 分类法不承认这个科，将各属合并到杜鹃花科中。